# Sumatraanse waterspitsmuis
De Sumatraanse waterspitsmuis (Chimarrogale sumatrana)  is een zoogdier uit de familie van de spitsmuizen (Soricidae). De wetenschappelijke naam van de soort werd voor het eerst geldig gepubliceerd door Thomas in 1921.

## Voorkomen
De soort komt voor in Indonesië.